# Darien (Georgie)
Darien je město v okrese McIntosh County, ve státě Georgia, ve Spojených státech amerických. V roce 2011 žilo ve městě 1967 obyvatel.

## Demografie
Podle sčítání lidí v roce 2000 žilo ve městě 1719 obyvatel, 697 domácností a 464 rodin. V roce 2011 žilo ve městě 906 mužů (46,1 %), a 1061 žen (53,9 %). Průměrný věk obyvatele je 39 let (2011)